# Vaux (rivière)
Pour les articles homonymes, voir Vaux.
La Vaux est une petite rivière française qui coule entièrement dans le département des Ardennes, en ancienne région Champagne-Ardenne, donc en nouvelle région Grand Est. C'est un affluent droit de l'Aisne, donc un sous-affluent de la Seine par l'Oise.

## Géographie
La Vaux a sa source sur le territoire de Signy-l'Abbaye, à 236 m d'altitude, au lieu-dit la Saboterie, dans une région boisée et bien arrosée du département des Ardennes, les crêtes préardennaises situées au nord du Porcien.
Elle adopte dès sa naissance, la direction du sud, qu'elle maintiendra tout au long de son parcours de près de 38 kilomètres.
Elle se jette dans l'Aisne peu après Écly, entre les localités de Barby et de Château-Porcien, à 68 m d'altitude, à sept kilomètres en aval de Rethel.
La rivière est relativement abondante, malgré la petitesse de son bassin. Elle reçoit de nombreux petits affluents issus de toute la région bien arrosée du Porcien.

### Communes et cantons traversés
Dans le seul département des Ardennes, la Vaux traverse les douze communes suivantes de l'amont vers l'aval, de Signy-l'Abbaye (source), Lalobbe, La Neuville-lès-Wasigny, Wasigny, Chappes, Justine-Herbigny, Hauteville, Arnicourt, Inaumont, Écly, Barby et Château-Porcien (confluence).
Soit en termes de cantons, la Vaux prend source dans le canton de Signy-l'Abbaye, conflue dans le canton de Château-Porcien, le tout dans les arrondissements de Charleville-Mézières et de Rethel.

### Bassin versant
La Vaux traverse cinq zones hydrographiques pour une superficie de 330 km2. Ce bassin versant est constitué à 79,72 % de territoires agricoles, à 17,90 % de forêts et milieux semi-naturels, à 2,38 % de territoires artificialisés.

### Organisme gestionnaire
L'organisme gestionnaire est l'EPTB Entente Oise-Aisne, reconnue EPTB depuis le 15 avril 2010, sis à Compiègne. La  Vaux fait partie du secteur hydrographique de l'Aisne moyenne.

## Affluents
La Vaux a sept tronçons affluents référencés :
- un bras de la Vaux, 0,7 km sur la seule commune de Signy-l'Abbaye.
- le ruisseau de Malval (rg), 4,1 km sur la seule commune de Signy-l'Abbaye.
- le ruisseau de Saint-Nicolas (rd), 1,8 km sur la seule commune de Lalobbe.
- la Draize (rd), 17,6 km sur cinq communes avec trois tronçons affluents référencés et de rang de Strahler trois.
- le ruisseau Doumely la rosière ou givron (rd), 12,5 km sur cinq communes avec un affluent et de rang de Strahler trois.
- le ruisseau des Neuf Fontaines (rd), 3,2 km sur les deux communes de Hauteville et Son.
- le Plumion (rg), 24,1 km sur neuf communes avec dix tronçons affluents référencés et de rang de Strahler quatre.

Le rang de Strahler est donc de cinq.

## Hydrologie

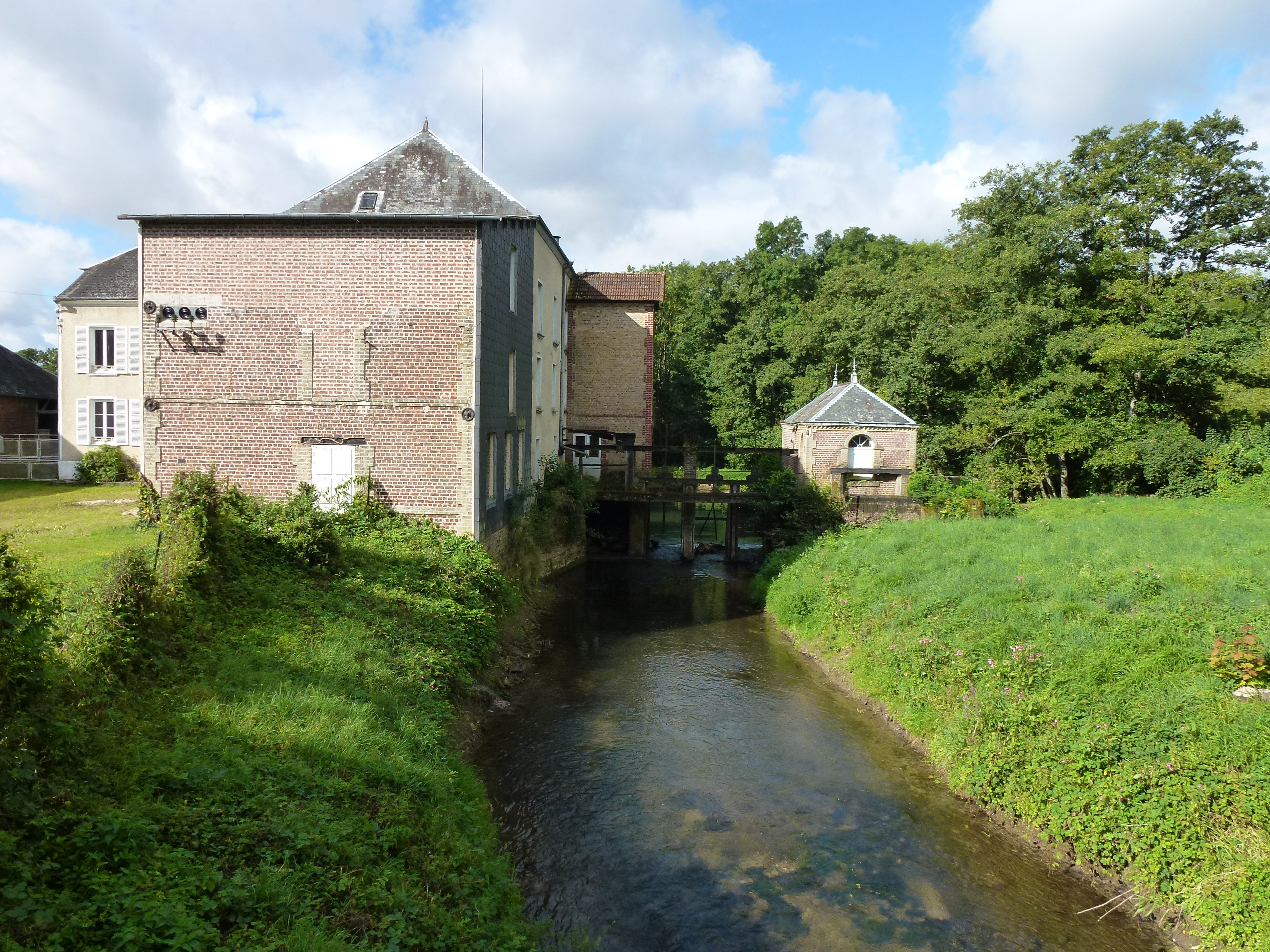
Moulin à Justine.
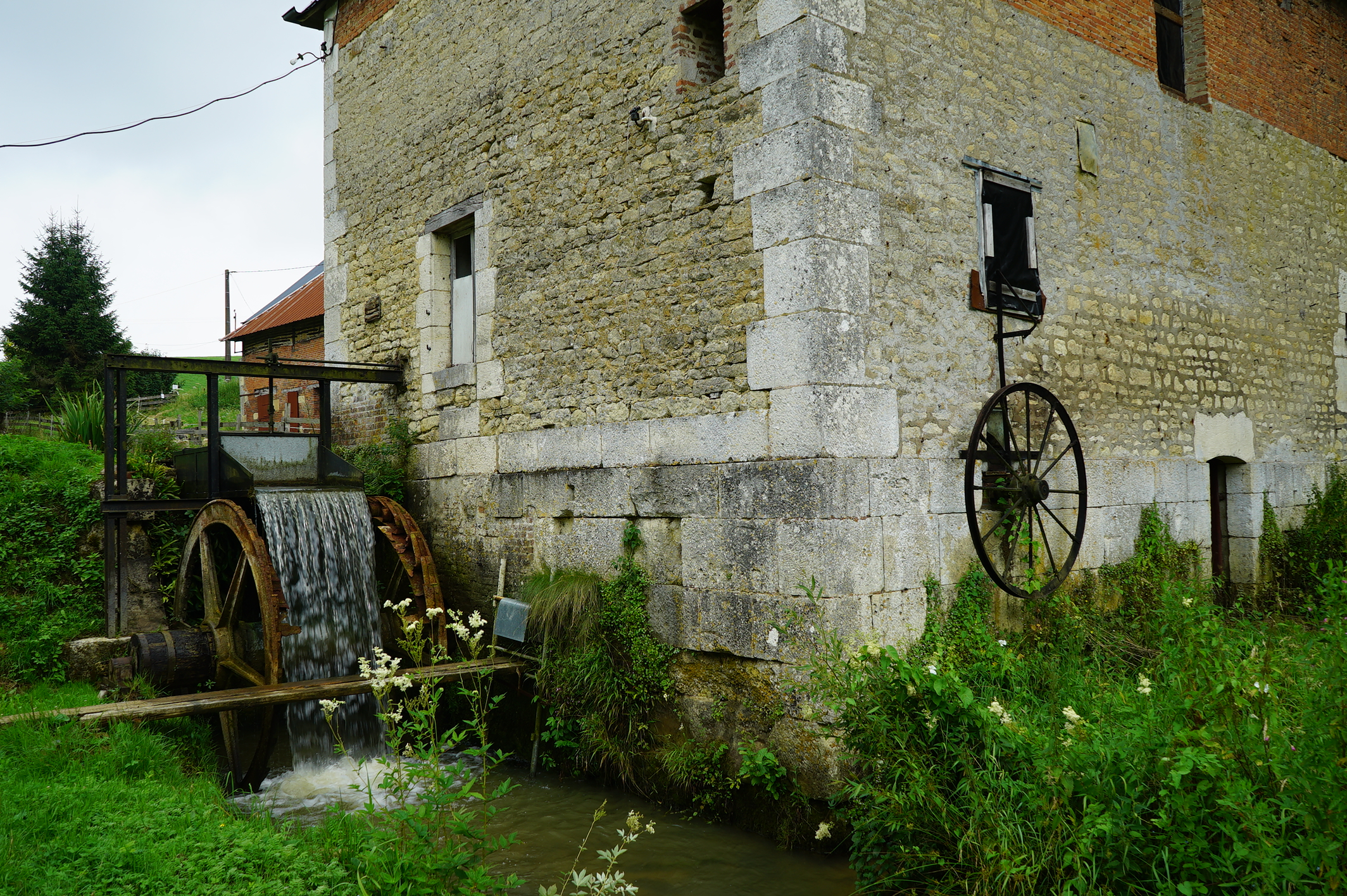
A Librecy.

### La Vaux à Écly
Les eaux de la Vaux ont été observées pendant une période de 20 ans (1984-2003) à Écly (tout près de son confluent avec l'Aisne).
Le débit annuel moyen ou module de la rivière est de 4,46 m3/s pour une surface de bassin de 316 km2 soit la presque totalité du bassin de 330 km2 selon le SANDRE. Le débit de la rivière présente des fluctuations de débit saisonnières, avec des hautes eaux, de décembre à mars inclus, portant le débit mensuel moyen à un niveau allant de 7,31 à 9,37 m3/s. Les basses eaux se déroulent fin d'été avec baisse du débit moyen mensuel jusqu'à 0,945 m3/s en août-septembre.

### Étiage ou basses eaux
Aux étiages, le VCN3 peut chuter jusque 0,300 m3/s en cas de période quinquennale sèche, soit 300 litres par seconde.

### Crues
D'autre part les crues peuvent être importantes. En effet, le débit instantané maximal enregistré a été de 113 m3/s le 21 décembre 1993  À la même date, la moyenne journalière se montait à 87 m3/s.
Les QIX 2 et QIX 5 valent respectivement 54 et 74 m3/s. Le QIX 10 est de 87 m3/s, le QIX 20 de 99 m3/s, tandis que le QIX 50 n'avait pas été calculé en 2007. D'où l'on peut conclure que les crues de décembre 1993 dont il a été question plus haut, étaient sans doute d'ordre cinquantennal, voire de niveau plus élevé encore, et vraisemblablement assez exceptionnelles.

### Lame d'eau et débit spécifique
Comme l'ensemble des cours d'eau issus de la moitié nord du département des Ardennes, la Vaux est une rivière abondante. La lame d'eau écoulée dans le bassin est de 446 millimètres annuellement, niveau élevé à comparer aux 220-240 millimètres par an constituant la moyenne pour l'ensemble du bassin de la Seine. Le débit spécifique (Qsp) se monte à 14,1 litres par seconde et par kilomètre carré de bassin (7,0 à 7,5 pour le bassin de la Seine), chiffre robuste relevant de l'abondance des précipitations dans son bassin versant.